# Torneo de Singapur
El Torneo de Singapur fue un nuevo torneo profesional de tenis que se disputó, por única vez, en pistas rápidas en Singapur en el OCBC Arena. Formó parte del ATP Tour. Se organizó principalmente debido a la cancelación de varios torneos durante la temporada 2021, debido al COVID-19.

## Resultados

#### Individual masculino
| Año  | Campeón        | Finalista        | Marcador      |
| ---- | -------------- | ---------------- | ------------- |
| 2021 | Alexei Popyrin | Aleksandr Búblik | 4-6, 6-0, 6-2 |

#### Dobles masculino
| Año  | Campeones                  | Finalistas                       | Marcador |
| ---- | -------------------------- | -------------------------------- | -------- |
| 2021 | Sander Gillé Joran Vliegen | Matthew Ebden John-Patrick Smith | 6-2, 6-3 |